# Benutzerprofil
Ein Benutzerprofil ist in der Systemadministration eine Konfiguration eines Benutzerkontos bei einem Betriebssystem, einem Rechnernetz oder in einer Websiteverarbeitung. Diese Daten werden zentral in einem speziellen Verzeichnis (Sammelpunkt) verwaltet. Das Benutzerprofil von Computern enthält die Benutzerrechte eines oder mehrerer Benutzer sowie deren persönliche Einstellungen.

## Computer
Das Benutzerprofil kann verschiedene Rechte umfassen, z. B. Leserechte, Schreibrechte, Verbindungen, Installation von Programmen und Löschrechte. Diese Rechte werden vom jeweiligen Systemadministrator im Rahmen der Benutzerverwaltung vergeben und können durch jeden anderen Systemadministrator geändert werden. Der Administrator hat dagegen „lediglich“ ein – privilegiertes – Benutzerprofil. Um Datenschutz zu gewährleisten, werden von ihm Benutzerprofile anderer grundsätzlich beschränkt.
Im Benutzerprofil werden außerdem eigene Dateien und Einstellungen des jeweiligen Benutzers gespeichert. Dazu gehören auch Konfigurationsdateien von Programmen.
Besonders sensible Daten werden oft zusätzlich gesichert, wie etwa der Root-Account unter Unix oder der „geschützte Speicher“ unter Windows. Bei großen Netzwerken kann die Flexibilität durch ein auf dem Server gespeichertes Roaming User Profile (frei übersetzt etwa „sich frei bewegendes Benutzerprofil“) erhöht werden. Der Benutzer kann dann damit an jedem Computer im Netzwerk auf sein persönliches Profil zugreifen. Voraussetzung dafür ist allerdings ein möglichst homogenes Soft- und Hardware-Umfeld mit gleichen Softwareversionen. Ist dies nicht gegeben, kann z. B. mit Citrix Presentation Server ein plattformunabhängiges Benutzerprofil benutzt und verwaltet werden, das nicht auf einen lokalen Computer geladen wird und dort weiterverarbeitet wird, sondern stets am Server verbleibt.

### Benutzerkennungen
Im Regelfall werden Benutzerprofile durch eine Benutzerkennung und ein Passwort geschützt.
Um die Sicherheit (vor allem bei gefährdeten oder hoch-privilegierten Profilen) erheblich zu steigern, sollte auch die Benutzerkennung als nicht-öffentliche Information behandelt werden. Insbesondere sind dabei E-Mail-Adressen sowie Schematas wie vorname.nachname zu vermeiden. Es wird empfohlen, stattdessen nicht ableitbare Zeichenketten zu verwenden oder eine Kombination aus externen Merkmalen mit einer nicht-erratbaren Komponente zu gestalten. Zudem ist darauf zu achten, dass die Anwendung keine Hinweise über das Vorhandensein von Benutzerkennungen gibt.

### Passwörter
Die Benutzung von sicheren Passwörtern ist dadurch zu erreichen, dass das Benutzersystem nicht jedes vom Anwender gewünschte Passwort akzeptiert und Regeln vorgibt und ihre Einhaltung prüft. Generell sollten Passwörter aus einfachen Wörterbuchwörtern, persönlichen Angaben (Name, Geburtstag etc.) sowie einfachen Zahlenkombinationen vermieden werden. Es empfiehlt sich eine Kombination aus (absichtlich falsch geschriebenen) Wörtern, Sonderzeichen, Groß- und Kleinschreibung sowie Zahlen. Bei größeren Netzwerken kann auch eine zwingende regelmäßige Passwortänderung sinnvoll sein.

## Mobiltelefon
Die meisten Mobiltelefone bieten sogenannte Profile (Umgebungen) an. Der Bediener kann je nach den gegebenen Umgebungsbedingungen (Flugzeug, Besprechung, Fahrzeug etc.) Einstellungen zusammenstellen und je nach Bedarf aktivieren bzw. deaktivieren. Eine fiktive Einstellung „zu Hause“ wäre beispielsweise Anrufsignalisierung: ein (Unterpunkt Melodie und Vibrationsalarm: aktiv), Ruftonlautstärke: 5, Steigende Lautstärke: aus. Nach dem Einschalten ist in der Regel das letzte genutzte Benutzerprofil aktiv. Auch die Stummschaltung („Mute“) ist ein Benutzerprofil.